# Дубровка (Вілейський район)
Дубровка (біл. вёска Дуброўка) — село в складі Вілейського району Мінської області, Білорусь. Село підпорядковане Стешицькій сільській раді, розташоване в північній частині області.

## Історія
У 1921–1945 роках застінок знаходилось у Польщі, у Вільнюській воєводстві, Вілейського повіту, гміні Довгиново.

## Населення
- 1921 рік - 363 люди, 69 будинки[1].
- 1931 рік - 393 люди, 96 будинки[2].